# Нильссон, Свен
Свен Нильссон (швед. Sven Nilsson; 8 марта 1787 — 30 ноября 1883) — шведский зоолог и археолог.

## Биография

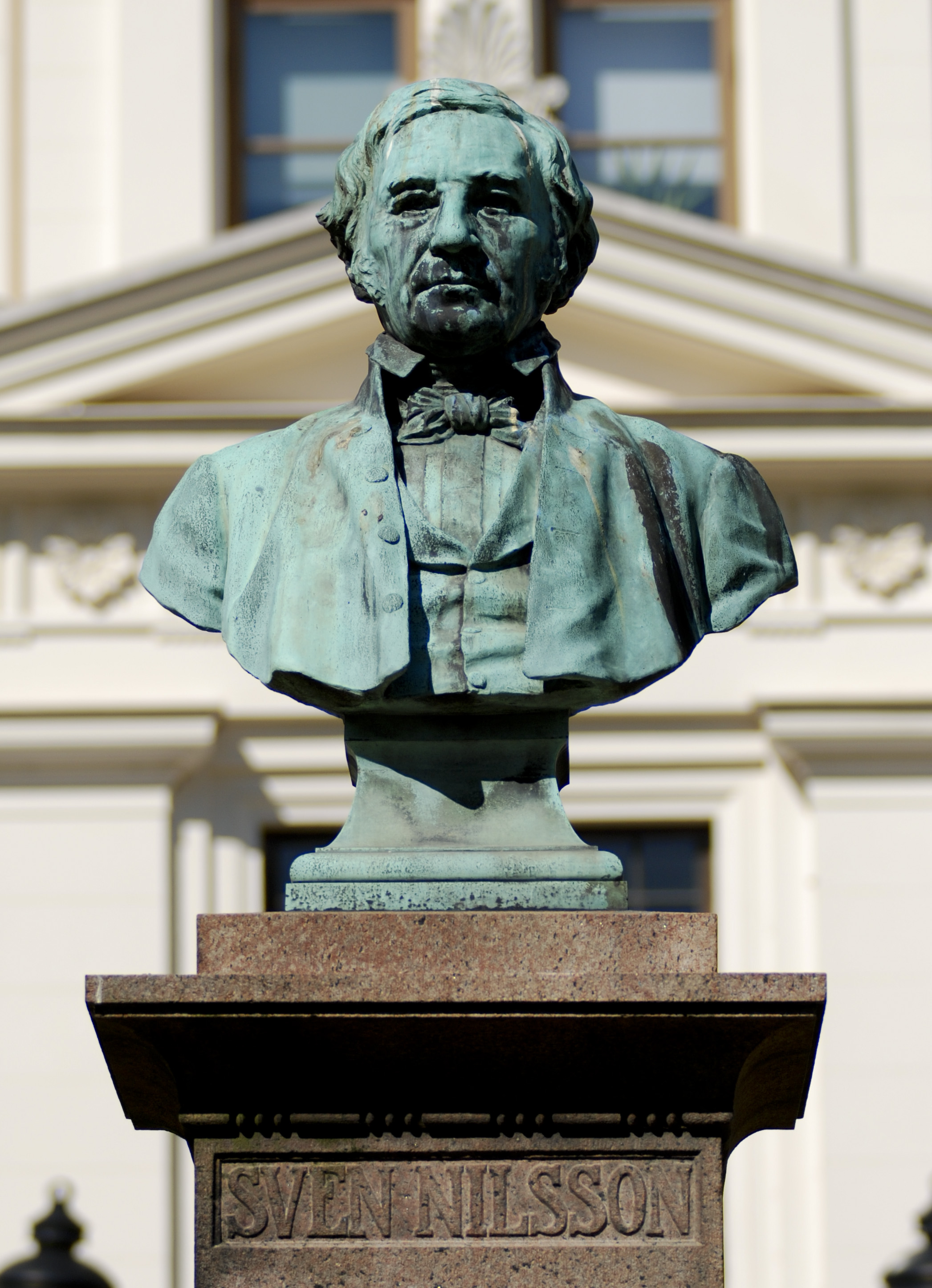
Бюст Свена Нильссона в парке Лундагорд, Лунд

Свен Нильссон получил высшее образование в Лунде, где в 1812 году стал доцентом естественной истории, в 1819 году — заведующим Зоологическим музеем. В 1828 году перешёл в Стокгольм на место заведующего Зоологическим музеем Академии наук, который он расположил по образцу Берлинского.
В 1831 году Нильссон возвратился в Лунд в звании ординарного профессора зоологии и директора Зоологического музея. Зоологические работы Нильссона посвящены изучению фауны преимущественно позвоночных Скандинавии.

## Печатные труды
Главные его труды:
- «Ornithologia sueeica» (2 т., Копенгаген, 1817—1821)
- «Skandinavisk Fauna» (4 т., Лунд, 1820—1855; тт. 1—3 во многих изданиях)
- «Illuminerade Figurer till Skandinaviens Fauna» (т. 1 и 2, Лунд, 1829—1840; с 200 раскрашенными таблицами)
- «Historia molluscorum Sueciae» (Лунд, 1822)
- «Petripicata Suecana formationis cretaceae» (Копенгаген, 1827)
- «Prodromu s ichtbyloogiae scandinavicae» (Лунд, 1832).

Нильссон оказал также важные услуги делу изучения отечественных древностей. Согласно ЭСБЕ, наиболее заметная работа Нильссона в этой области: «Skandinaviska Nordens urinvånare» (4 ч., Кристианстад и Лунд, 1838—1843; немецкий перевод, Гамбург, 1865—1868).